# Цугольський дацан
Цугольський дацан «Даши Чойпеллінг» (тиб. བཀྲ་ཤིས་ཆོས་འཕེལ་གླིང,, бур. Сүүгэлэй дасан) — буддійський монастир (дацан), найстаріший в Забайкальському краї — заснований в 1801 році. Розташований в селі Цугол Могойтуйського району Агінського Бурятського округу.
У Цугольському дацані вперше на бурятській землі були засновані класичні монастирські школи Цаннід і Манба — буддійської філософії (з 1845—1850 років), перейнятої переважно з тибетського монастиря Лабранг (Лавран) і тибетської медицини, засновником якої був ширеете Анінського дацану Галсан-Жимба Тугулдуров, який запросив в 1869 році в Цугол монгольського емчі-ламу Чой манрамбу. За моделлю цих шкіл стали розвиватися школи Цаннід і Манба в інших бурятських дацанах.

## Історія
Заснований в 1801 році.
У 1827 році отримано дозвіл на будівництво стаціонарного дацану — були зведені дерев'яні Цогчен-дацан (головний соборний храм) і Найдан сүме — дацан, присвячений 16 учням Будди — аргатам.
У 1831 році було зведено дугани-сүме: Майдарі — присвячений Будді Майтреї, Гунріг — Будді Вайрочані й Демчог — Ідаму Чакрасамварі.
У 1897 році побудовано спеціальне приміщення філософської школи Цаннід Чойра дуган, яка з 1845 p. розташовувалася в Найдан сүме. В цей час також зведений Манба дуган медичної школи, де зберігався бурятський екземпляр Атласу тибетської медицини, який в 1926 році переданий в Ацагатський дацан.
У 1911 році побудований Маанін дуган, присвячений Авалокішеварі.
У 1913 році був зведений храм Махакала суме, присвячений захиснику Дгармапалі. Чотири храми Цугольського дацану були також аймачнимі (родовими): Махакала сүме — роду галзууд, Демчог і Найдан — роду Харгана, Гунріг — роду хуацай.
У 1864 році генерал-губернатором Східного Сибіру було затверджено право на будівництво кам'яної будівлі Цогчен-дугана. Зведення нового соборного храму було завершено в 1869 році. Через 18 років, в 1887 році, Цогчен Дуган сильно постраждав від пожежі і повністю був відновлений через два роки. Будівля Цогчен дугана 1889 року збереглася до наших днів з незначними змінами.
На початку XX століття в Цугольському дацані існували лікарня і друкарня. У Майдари-суме розташовувалася 8-метрова статуя Будди Майтреї, також в дацані була статуя Цонкапи, втрачена в 1930-тих роках.
У 1932 році на території монастиря розмістилася військова частина. 13 грудня 1933 року Цугольський дацан був офіційно закритий. У 1936 році майно дацану було вивезено і частково знищено. Лами були репресовані.
У 1980 році Цугольський дацан, разом із трьома збереженими з дореволюційних часів будівлями, перш за все Цогчен-дуганом, був оголошений пам'яткою культури. У 1988 році монастир був повернутий віруючим. У 1991 році в дацан повернута в розібраному вигляді статуя Будди Майтреї. У 2011 році, в рік 210-річчя заснування дацану, було освячено нову статую Цонкапи.
З 1 листопада 2006 року посада настоятеля-ширеете лами Цугольського дацану займає Алдар Єшийович Шойнхоров.